# Bel (enhet)
Bel (efter Alexander Graham Bell), med beteckningen B, är en logaritmisk måttenhet för dämpning, förstärkning eller nivå, uttryckt som logaritmen av ett storhetsförhållande. I praktiskt bruk används vanligen tiondels bel, decibel (dB) dvs. 0,1 B. Bel (och decibel) betraktas inte som SI-enheter av BIPM, man godtas som "accepterade enheter".
Enheten B jämte dB, används mest inom teleteknik, akustik och vibration.